# Grubbia
Grubbiaceaes é uma família de plantas angiospérmicas (plantas com flor - divisão Magnoliophyta), pertencente à ordem Cornales.
O grupo contém apenas 3 espécies, classificadas num único género, Grubbia. São pequenos arbustos xeromorfos originários das zonas áridas da África do Sul.